# Île Socorro
L'île Socorro est une île volcanique mexicaine de l'océan Pacifique, située dans les îles Revillagigedo à 51 km au sud-sud-ouest de l'île San Benedicto. La ville de Cabo San Lucas, au Mexique, se trouve à 459 km au nord-nord-est.

## Géographie
L'île mesure 16,5 km sur 11,5 km pour une superficie de 132 km2 . L'île se dresse brutalement jusqu'à 1 130 mètres, hauteur du dôme du mont Evermann. L'île Socorro est un volcan de type hawaïen. Sa dernière éruption remonte à 1993, qui était une éruption d'un de ses flancs sous-marins au large de la côte de Punta Tosca. Les dernières éruptions connues sont celles de 1905 et 1951 et des éruptions supposées en 1848 et 1896.
La surface de l'île est parcourue de nombreux sillons et ravins, tout en étant truffé de petits cratères. On trouve sur l'île de nombreux cactus et sauges avec un minimum d'herbe mais la végétation est globalement peu développée. L'île est couverte de dômes de lave et coulées de lave ainsi que de cônes de cendres. Une base navale mexicaine existe depuis 1957, regroupant 250 personnes, familles incluses. Elle est située sur le côté occidental de Bahia Vargas Lozano, une petite baie avec une plage de galets à environ 800 mètres à l'est de Cabo Regla, le point le plus méridional de l'île. Il existe une source d'eau douce environ à 5 km au nord-ouest de Cabo Regla, à la petite anse d'Ensenada Grayson.

### Flore et faune
Le taux d’endémicité est élevé, surtout parmi les oiseaux terrestres et les plantes. Certaines espèces sont menacées de disparition à cause de la présence de chats harets.
Des régulations ont été pratiquées (ref : https://www.slate.fr/sciences/snipers-helico-moutons-socorro-biodiversite-chats-elimination-faune-flore-ile-mexique.

## Histoire
Aucune preuve d'habitat humain antérieure à la découverte de l'île n’a été trouvée. Le 21 décembre 1533, le navigateur espagnol Hernando de Grijalva et son équipage découvrirent l'île inhabitée et la nommèrent  Santo Tomé (« Saint Thomas »). En 1542, alors qu'il cherchait de nouvelles routes à travers le Pacifique, Ruy López de Villalobos la redécouvrit et lui donna le nom d'Anublada (« nuageuse »). En 1608, Martín Yañez de Armida, à la tête d'une autre expédition, visita Santo Tomé et changea son nom en Socorro (« Au secours »).
Au début du XXe siècle, le Dr Barton Warren Evermann, directeur de l'Académie californienne des sciences de San Francisco, mena une exploration scientifique sur l'île.  La plus large collection de spécimens biologiques fut réunie durant cette expédition. Le volcan de Socorro fut renommé en son honneur mont Evermann. L'île abritait la Tourterelle de Socorro qui n'existe plus à l'état sauvage mais seulement en captivité. 
En septembre 1997, l'île fut frappée par l'ouragan Linda, le plus violent ouragan jamais enregistré dans le Pacifique Nord-Est avant l'ouragan Patricia de 2015. Socorro est devenue une destination réputée pour la plongée avec dans ses eaux de nombreux dauphins, requins et autres poissons. L'île ne disposant pas d'aéroport aménagé (mais une piste d'atterrissage et un avion sont cependant visibles sur la photo satellite Google Maps), des bateaux partent pour des croisières de plongée depuis Cabo San Lucas, en Basse-Californie du Sud. Les mois les plus prisés vont de novembre à mai, mois qui offrent une mer et un temps cléments.